# Sofala (provins)
Sofala er en provins i Mozambique med en befolkning på 1.289.390 indbyggere og et areal på 68.018 km². Beira er hovedbyen. Provinsen er opkaldt efter den ødelagte havn Sofala.
19°00′S 34°45′Ø / 19°S 34.75°Ø